# トーマス・ウーワイアン
トーマス・ウーワイアン（Thomas Ouwejan, 1996年9月30日 - ）は、オランダ・アルクマール出身のサッカー選手。NECナイメヘン所属。ポジションはDF。

## クラブ経歴
2007年にAZアルクマールの下部組織に加入し、2015年12月10日、UEFAヨーロッパリーグのアスレティック・ビルバオ戦にてトップチームデビュー。
2020-21シーズンはウディネーゼ・カルチョにローン移籍でプレー。更に2021-22シーズンはシャルケ04で再びローン移籍でプレーすることが決まった。
2022年5月12日、シャルケ04へ完全移籍し、2024年までの契約を結んだ。
2024年8月14日、NECナイメヘンに3年契約で移籍した。